# Kristalltracht
Als Kristalltracht (kurz: Tracht) wird in der Mineralogie die Gesamtheit der an einem Kristall entwickelten Kristallflächen bezeichnet, d. h. die Zahl und Kombination von Flächentypen der äußeren Begrenzungsflächen. Sie steht im Gegensatz zum Kristallhabitus, der das Größenverhältnis zueinander beschreibt. Tracht und Habitus ergeben zusammen die Kristallgestalt, die auch als Kristallmorphologie (von altgriechisch μορφή morphé, deutsch ‚Gestalt, ‚Form‘) bezeichnet wird.
Beispiele für unterschiedliche Kristalltrachten bei gleichem – hier isometrischem – Habitus sind:

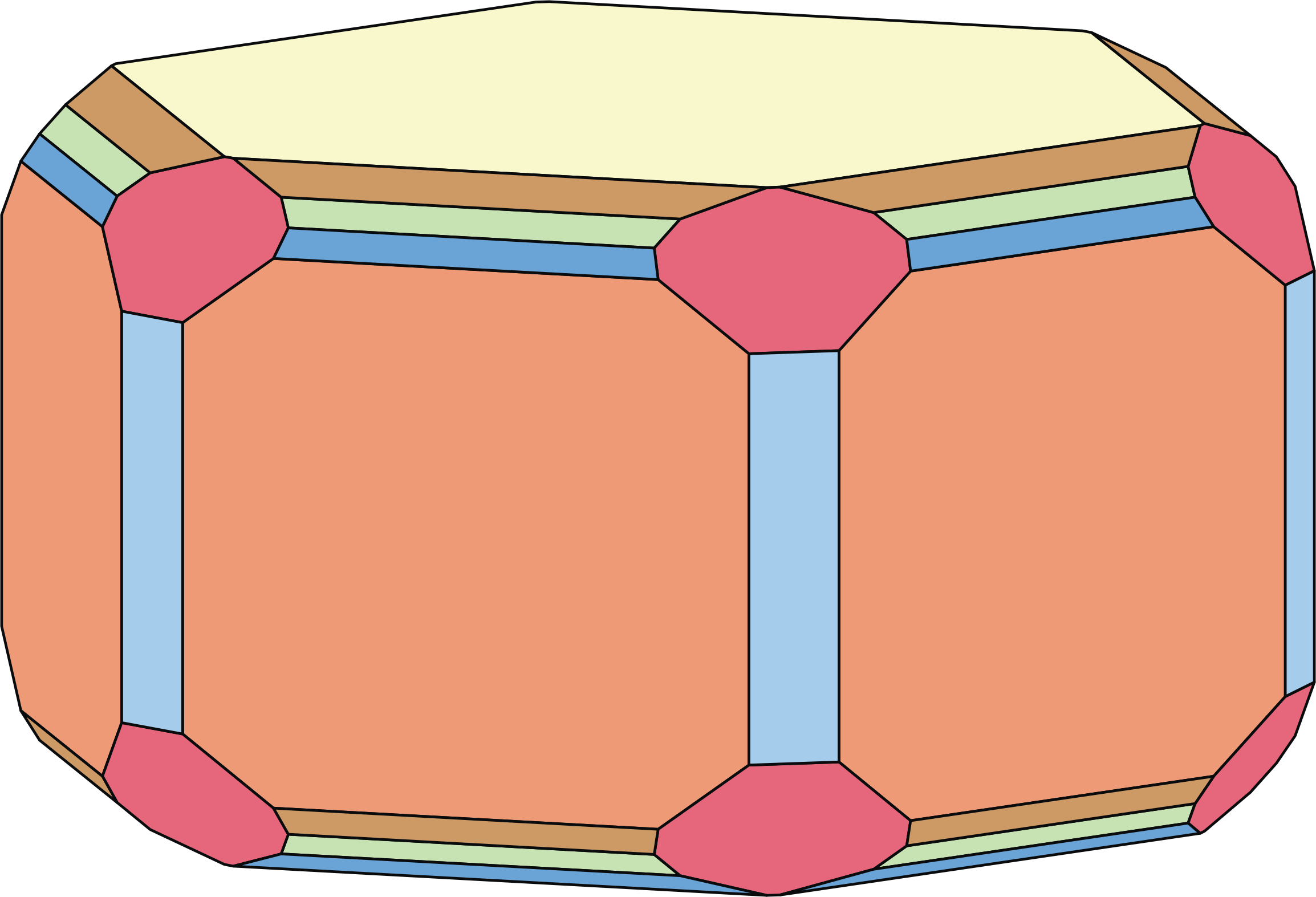
flächenreicher Apatitkristall mit {100}, {110}, {001}, {111}, {201}, {101} und {102}
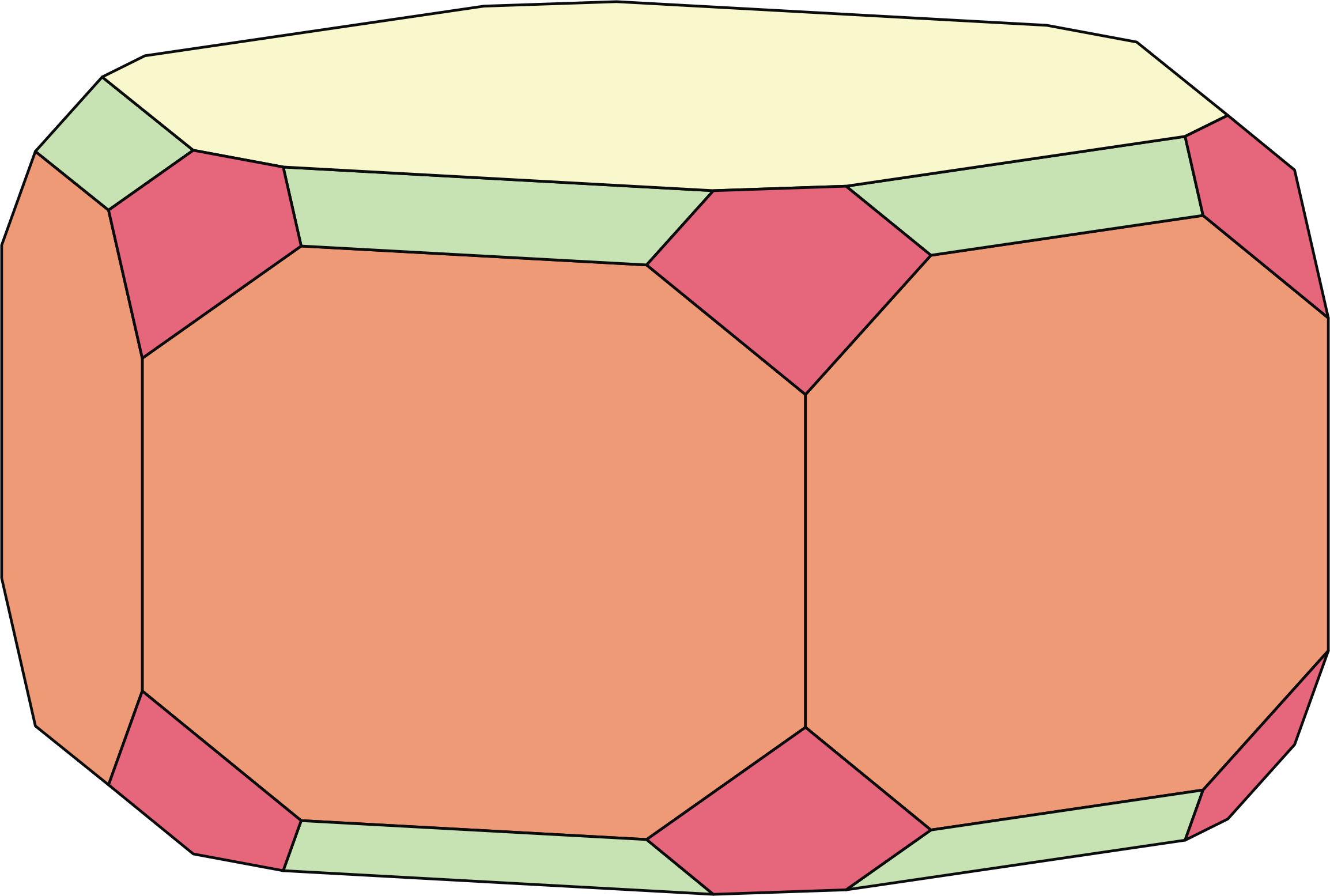
Apatitkristall mit {100}, {001}, {111} und {101}
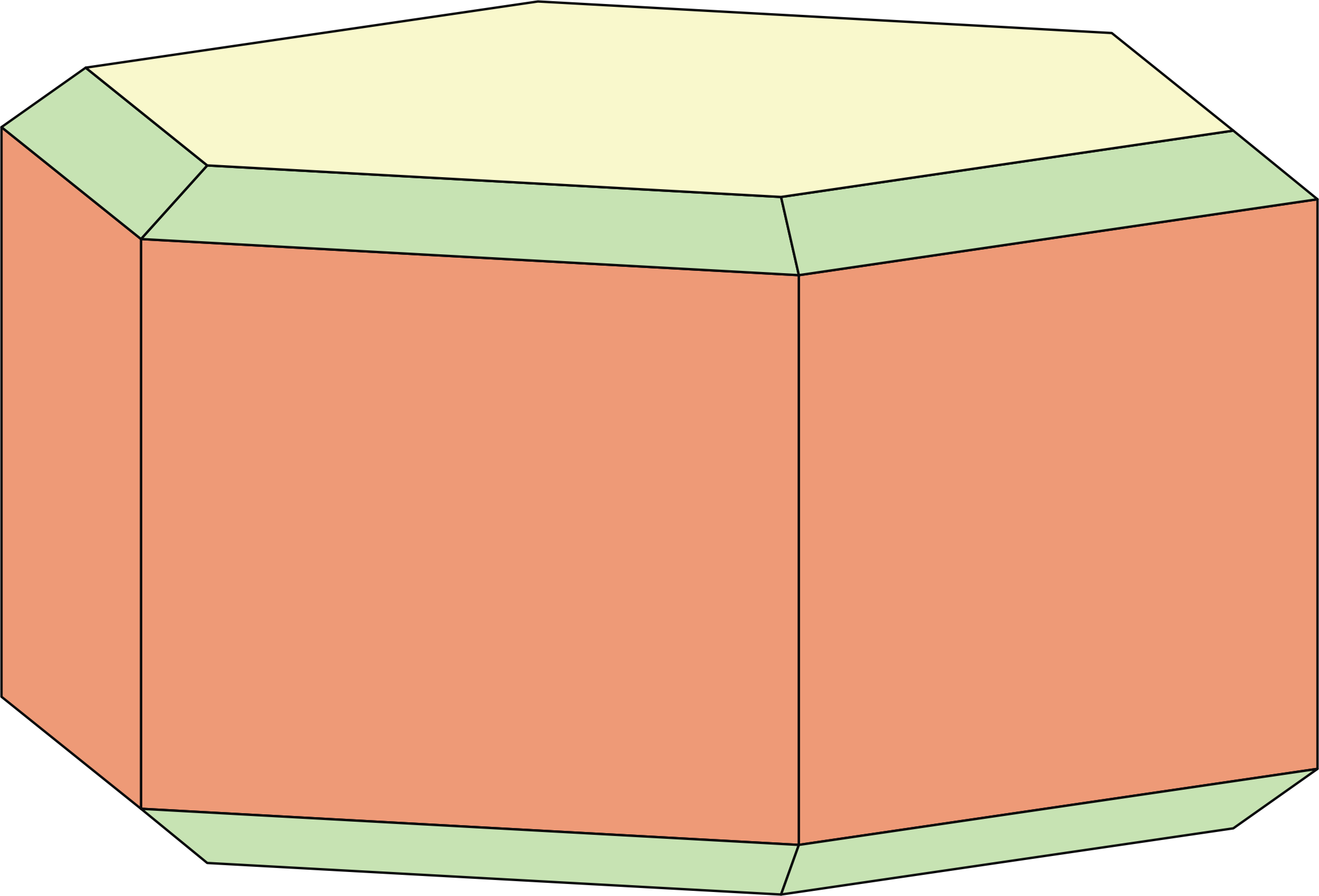
Apatitkristall mit {100}, {001} und {101}
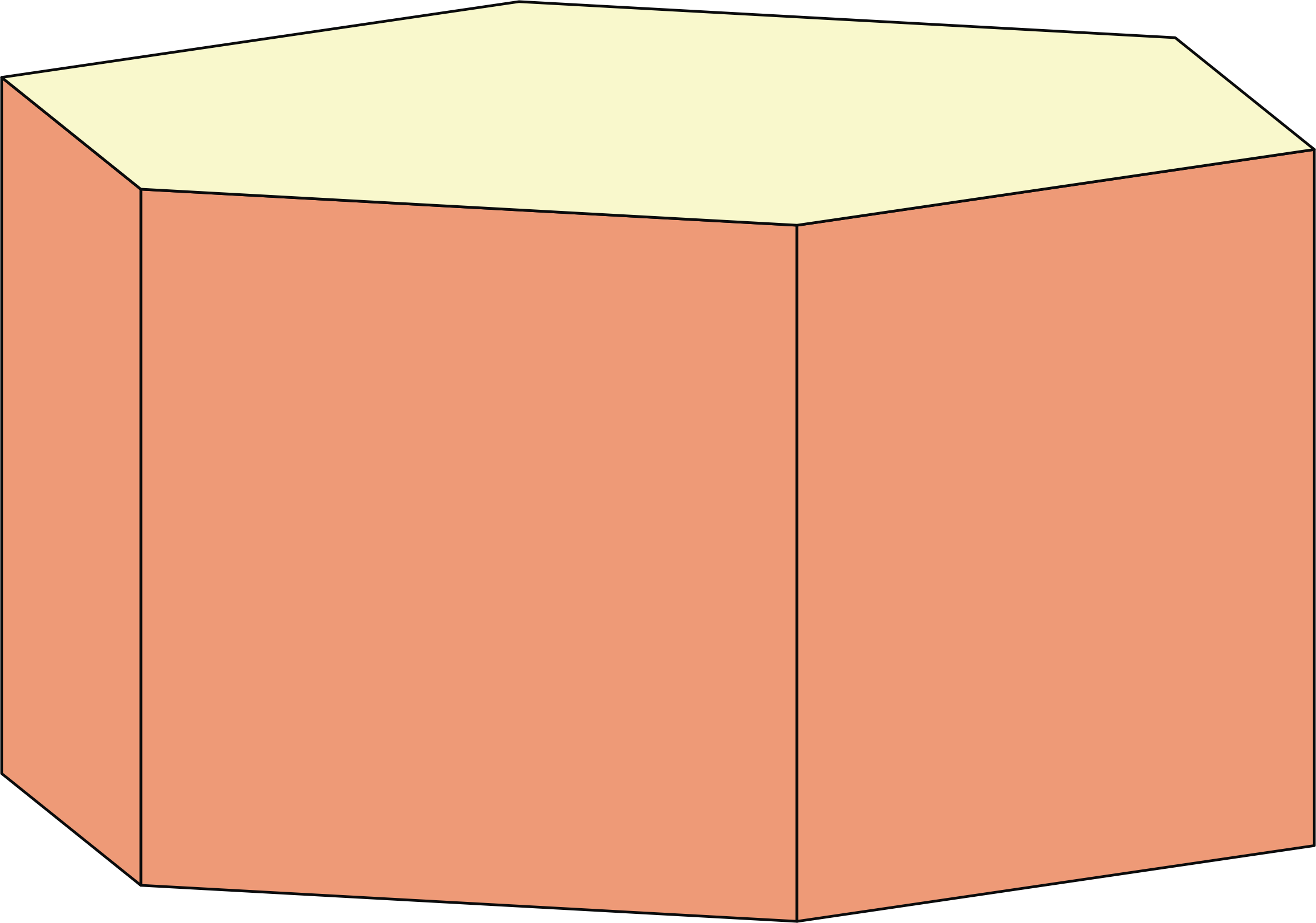
flächenarmer Apatitkristall mit {100} und {001}

Beispiele für einen unterschiedlichen Kristallhabitus bei identischer Kristalltracht (gleiche Farben repräsentieren gleiche Flächenformen) sind:

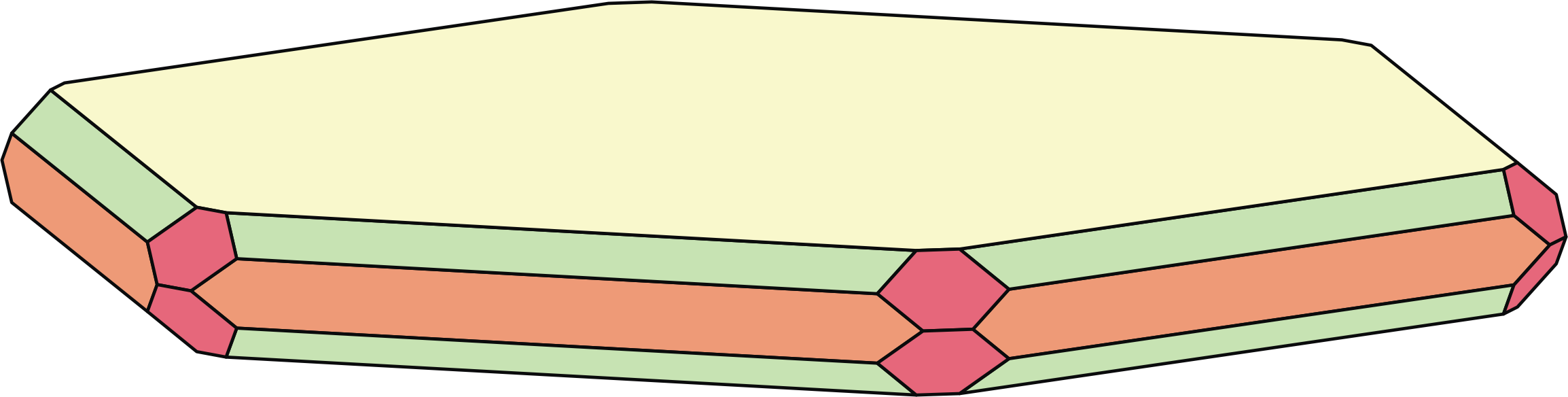
flächenreicher Apatitkristall mit tafeligem Habitus
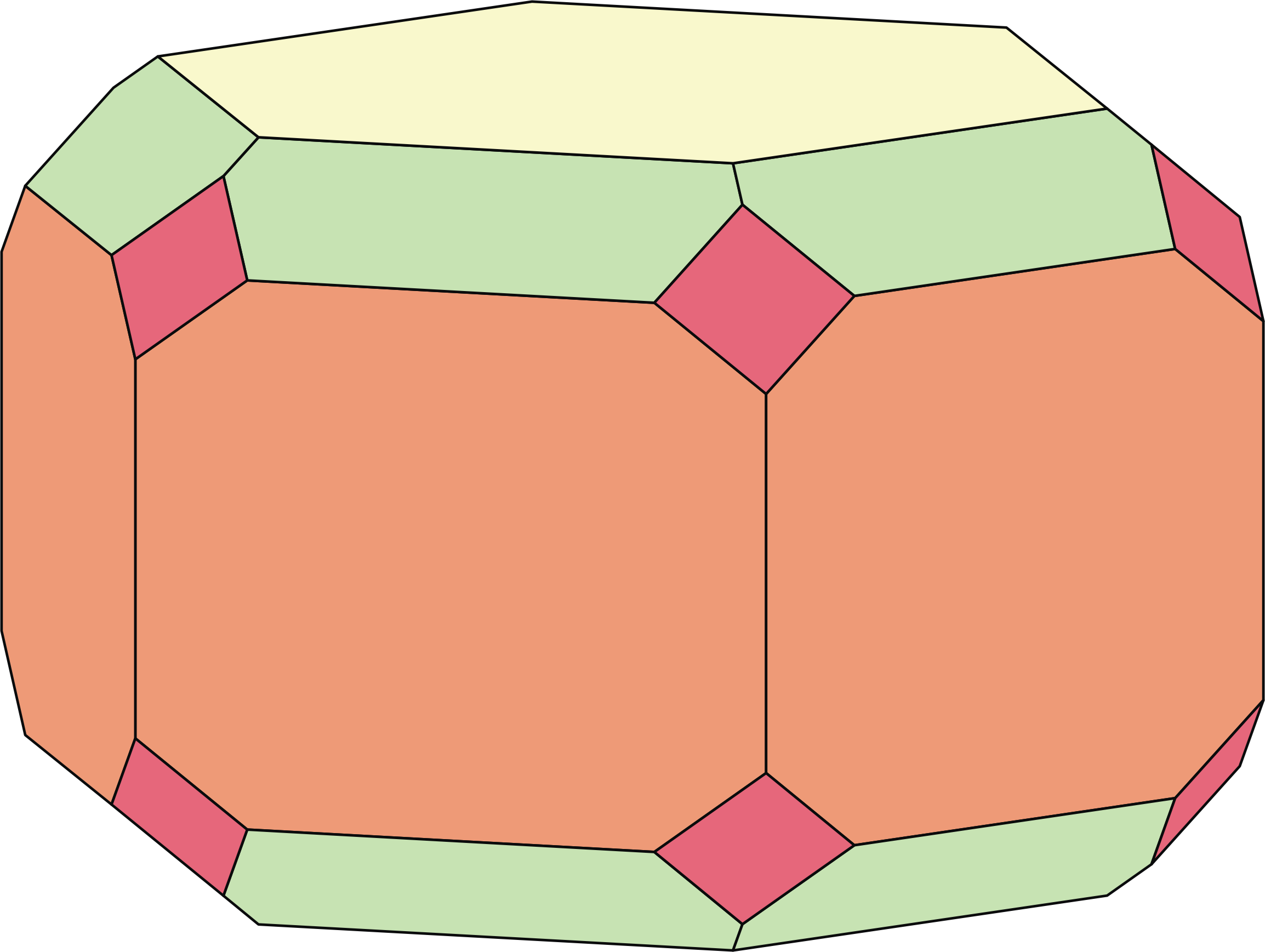
flächenreicher Apatitkristall mit isometrischem Habitus
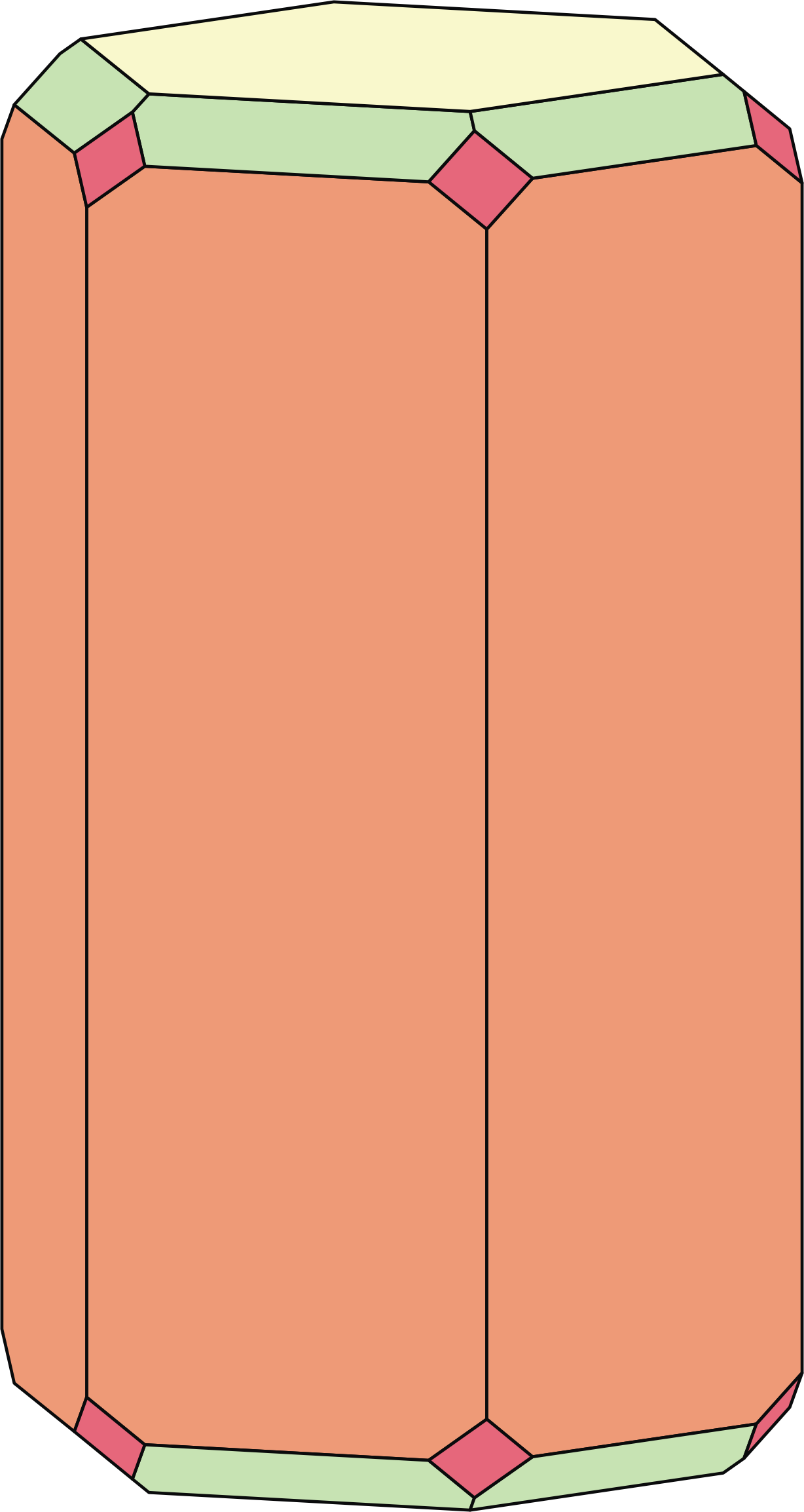
flächenreicher Apatitkristall mit langprismatischem Habitus
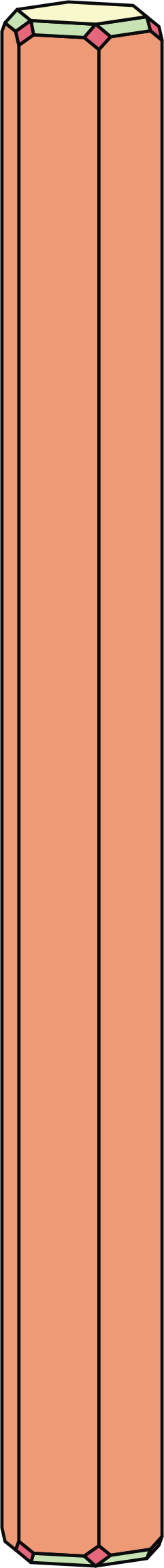
flächenreicher Apatitkristall mit nadeligem Habitus